# Velká nádhera
Velká nádhera (v italském originále La grande bellezza) je italský film z roku 2013 režiséra Paola Sorrentina, který se podílel i na jeho scénáři. Film byl natočen a odehrává se v Římě. Premiéru měl na Filmovém festivalu v Cannes. Hlavní roli stárnoucího spisovatele a novináře Jepa Gambardelly ztvárnil Toni Servillo.
Mezi kritiky byl film úspěšný, získal Oscar za nejlepší cizojazyčný film, Zlatý glóbus za nejlepší cizojazyčný film, cenu BAFTA jako
nejlepší neanglicky mluvený film i 9 Donatellových Davidů. Mnoho kritiků ho zařadilo mezi 10 nejlepších filmů roku 2013. V kinech film utržil přes 21 mil. amerických dolarů, z toho 9,5 mil. v Itálii.